# Diocesi di Segia
La diocesi di Segia (in latino Dioecesis Segiensis) è una sede soppressa e sede titolare della Chiesa cattolica.

## Storia
Segia, corrispondente all'odierna città di Ejea de los Caballeros, fu un'antica sede episcopale della Spagna romana. Nessun vescovo è noto di questa sede.
La sede è menzionata in una pergamena del 780 tra le tre sedi della Vasconia spagnola, assieme alle diocesi di Calahorra e Pamplona. Secondo Aureliano Fernández-Guerra, alla sede di Segia sarebbe succeduta la diocesi di Jaca.
Dal 1969 Segia è annoverata tra le sedi vescovili titolari della Chiesa cattolica; dal 27 maggio 2020 il vescovo titolare è  Célio da Silveira Calixto Filho, vescovo ausiliare di Rio de Janeiro.

## Cronotassi dei vescovi titolari
- Eduardo Martínez González † (31 gennaio 1970 - 11 dicembre 1970 dimesso)
- Rafael Bello Ruiz † (12 febbraio 1974 - 1º giugno 1976 nominato vescovo di Acapulco)
- Edward Thomas Hughes † (14 giugno 1976 - 11 dicembre 1986 nominato vescovo di Metuchen)
- Héctor Luis Gutiérrez Pabón † (13 febbraio 1987 - 2 febbraio 1998 nominato vescovo di Chiquinquirá)
- Marcelo Arturo González Amador (31 ottobre 1998 - 4 giugno 1999 nominato vescovo di Santa Clara)
- Jaime Soto (23 marzo 2000 - 11 ottobre 2007 nominato vescovo coadiutore di Sacramento)
- Tarcísio Scaramussa, S.D.B. (23 gennaio 2008 - 16 luglio 2014 nominato vescovo coadiutore di Santos)
- Edson José Oriolo dos Santos (15 aprile 2015 - 30 ottobre 2019 nominato vescovo di Leopoldina)
- Célio da Silveira Calixto Filho, dal 27 maggio 2020